# スーフェイ・ヤン

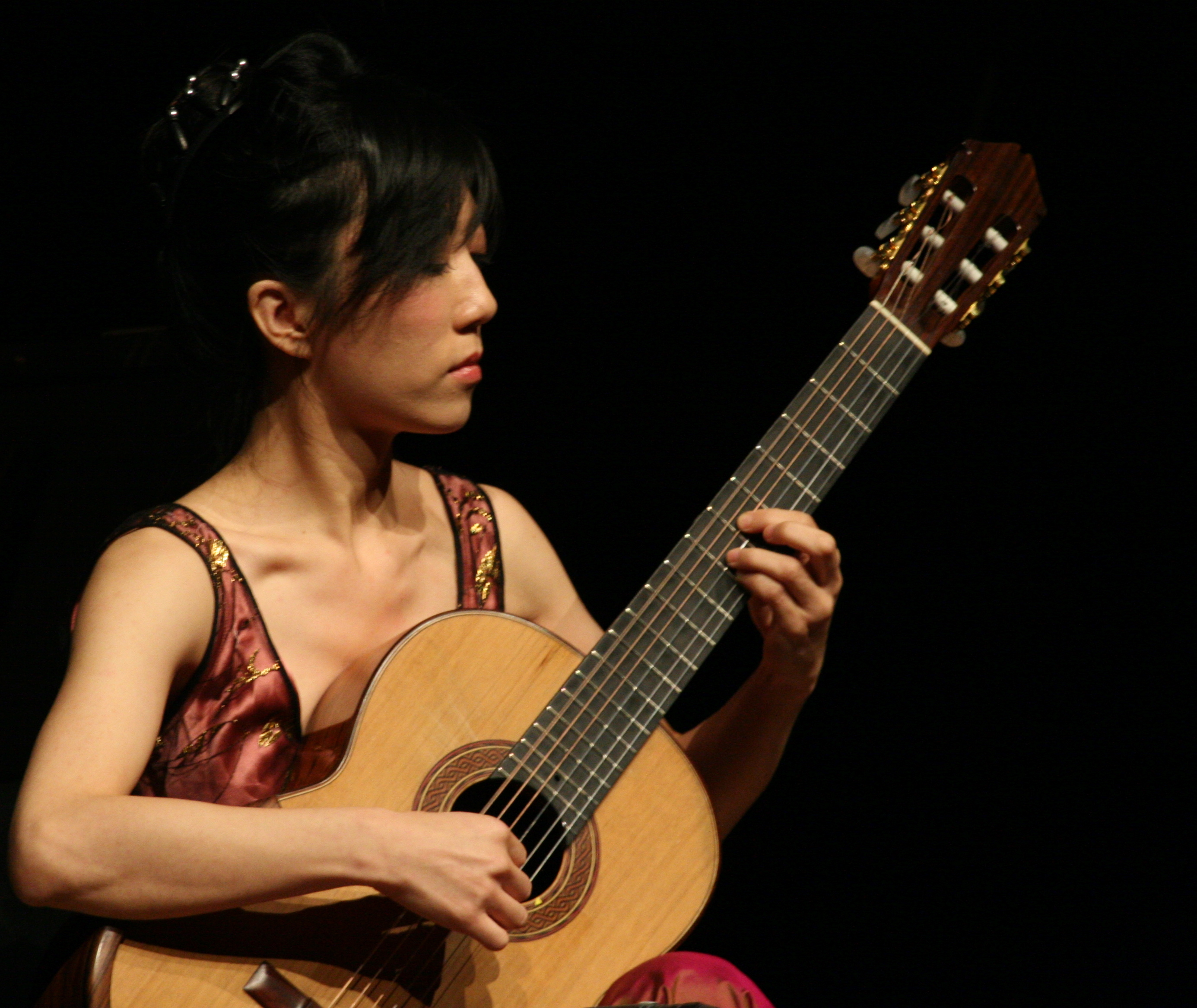

スーフェイ・ヤン（楊 雪霏、Xuefei Yang、1977年3月15日 - ）は中華人民共和国・北京市出身のギター奏者。日本語表記では、EMIミュージック・ジャパンからCDが発売される以前はヤン・シュエフェイまたは、シュエフェイ・ヤンとも呼ばれていた。輸入盤の販売サイトなどでは、シュエフェイ・ヤンが使用されていることが多い。
北京の中央音楽学院にギター専攻者として初めて入学。世界的にも注目され、中国におけるギターの英才教育の手本となった。ワン・ヤンメン（王雅夢）、チェン・シャンシャン（陳册册）、スー・メン（蘇萌）、リー・ジエ（李潔）といった超若手の中国女性ギタリストたちをリードする存在。

## 経歴
1977年 3月15日北京生まれ。
1984年7歳からギターを始める。この頃、中国では、ギター指導者の先駆であるチェン・ジーがすでにクラシックギターの学校を設立し、ラジオのギター講座番組が放送されていた。こうしたギターレッスンのブームのなかで、10歳からは、直接、チェン・ジーの指導を受けるようになる。
1987年、第1回中国国際ギター・フェスティバルで演奏をし、絶賛される。1988年、11歳で北京シニア・ギター・コンクールで第2位。
1989年、社団法人日本ギター連盟主催の第32回「東京国際ギターコンクール」に参加し、演奏を披露、特別賞を受賞。弦楽器製作者、河野賢の工房を訪ねた時、コンサート・ギターが寄与される。パリ・ギター・コンテストでは、福田進一が絶賛した。
1990年、大都市・北京でも、将来有望な少女ギタリストとして注目されるようになり、北京市長から表彰される。この年、北京の中央音楽学院附属中学に入学。在中国スペイン大使からコンサート・ギターの贈呈を受ける。
1991年2月、マカオの新春芸術祭でソロ演奏を披露。同年、14歳でマドリッドでデビュー・コンサートを行い、ホアキン・ロドリーゴも聴衆のひとりとなる。
1993年3月、台湾ツアー。
1994年末、ワン・ヤンメン（王雅夢）らとともに東京を含む6カ所で公演した。
1995年、ジョン・ウィリアムスが彼女の演奏を聴いた後、将来性を確信して、自分のスモールマン・ギターを寄贈。
ファーストアルバムを発表した1999年6月、中央音楽学院を卒業し、学士を取得。
2000年、中国人初の奨学生として、イギリスの王立音楽アカデミー大学院に留学。アカデミーのギター指導者であるマイケル・ルーイン、ティモシー・ウォーカーらに師事。
2002年には王立音楽アカデミー大学院で、リサイタル。ディプロマを取得し、高成績で修了。
クロイドン・ロンドン特別区にあるフェアフィールド・ホールでのリサイタルではドロシー・グリンステッド記念基金賞を受賞。
在学中から、中国をはじめ、香港、マカオ、スペイン、オーストラリア、台湾、日本、ポルトガルで、コンサート・ツアーを行っている。さらに、米国、イギリス、ドイツ、フランス、フィンランド、シンガポール等のギター・フェスティバルに出演。
「アランフェス協奏曲」で王立音楽アカデミーオーケストラと共演、「ある貴紳のための幻想曲」ではBBCコンサートオーケストラと共演し、BBCで特集が放送された。
2003年-2004年には、ドイツ、オランダ、ベルギーなどをめぐるナイト・オブ・プロムスツアーで全54公演を行う。2003年ベルギーのアントワープで演奏されたコンサートの模様は、YouTubeなどでも視聴することができる。
イタリアの作曲家カルロ・ドメニコーニが「イ・チン(スーフェイ・ヤンに捧ぐ)」を作曲。
2008年、香港人気シンガー・古巨基（レオ・クー）のアルバム「Guitar Fever」収録の「下次再見」の伴奏で、メインギタリストを務める。

## 受賞歴
米国
ストッツェンベルグ国際クラシック・ギター・コンクール（カルフォルニア州ロサンゼルス郡・マリブのペパーダイン大学が開催）、サンフランシスコ国際ギター・コンクール
豪州
1997年ダーウィン国際コンクール（オーストラリアのチャールズ・ダーウィン大学で開催される）で第2位
ヨーロッパ
2000年、ロンドン市のウォーシップフル・カンパニー・オブ・ミュージシャンズが運営するアイヴァー・マイランツ・アワード第1位

## ディスコグラフィ
Classical Guitar by Yang Xuefei（邦題「スーフェイ・ヤンによるクラシックギター」）
1999年 発売元＝Shine Horn
収録曲	1Giulio Regondi : Nocturne Op.19／2.Nicolo Paganini : Caprice No.24 Sound clip／3.Jose Luis Merlin : Suite del Recuerdo／4.Toru Takemitsu arr. : Here, There and Everywhere byBeatles／5.Xuefei Yang arr. : Yi Dance by Huiran Wang／6.Roland dyens : Saudade No.3／7.J. S. Bach : Chaconne from Violin Partita No.2／8.Carlos Domeniconi : Koyunbaba Op.19
Si Ji（邦題「四季」）　
2005年 発売元＝GSP
2004年 、サンフランシスコにて録音。中国人の作曲家賀緑汀をはじめ、日本人のギター曲作曲家Shuko Shibata、新鋭のエヴァン・ハーシェルマンらの埋もれた楽曲を丁寧に発掘して仕上げたアルバム。
収録曲
1.Yi Dance（Wang Huirin）／2.　笛を持つ羊飼いの少年（賀緑汀）／●イントネーションと4つの音とイメージ（D.ウンガーランク）／3.　イントネーション／4.　Long　Out-Stretched　Pier　with　its　Shadows／5.　風の吹く丘／6.　Waiting　for　Guests／7.　ランド・サーカス／8.　天国の鳥／9.　ランタンの歌／10.　Mayila／11.　瞑想第1番（E.ハーシェルマン）／12.　瞑想第2番（E.ハーシェルマン）／13.　青い凧（S.ゴス）／14.　黄色い地球（S.ゴス）／15.　フェアウェル・マイ・コンキュバイン（S.ゴス）／●イ・チン（C.ドメニコーニ）／16.　Ⅰ：T'ai／17.　Ⅲ：Lin／18.　Ⅳ：T'ung　jen／19.　Ⅴ：Huan／20.　Ⅵ：K'uei／21.　Ⅶ：Chieh／22.　サウス・チャイナ・シー・ピース（S.ファンク＝ピアソン）／●四季（S.ルージャー）／23.　春／24.　夏／25.　秋／26.　冬
Romance de Amor  （邦題「愛のロマンス」）
2006年　発売元＝EMI Classics
よく知られたギターの曲に加えて、中国人、日本人のアレンジャーによる作品を多用し、東洋的な香りを醸し出した意欲的なアルバム。
収録曲
1.アストゥリアス (イサーク・アルベニス)／2.愛のロマンス (Traditional)／3.アルハンブラの思い出 (フランシスコ・タレガ)／4.サパテアード (ホアキン・ロドリーゴ)／5.ミッシェル(John Lennon/Paul McCartney,arr by 武満徹 ／6.カヴァティーナStanley Myers) arranged byジョン・ウィリアムス／7.シンドラーのリスト (John Williams) arranged by ジョン・ウィリアムス／8.エル・コリブリ(Julios Salvador Sagreras)／9.コンドルは飛んでゆく (J. Michberg/D.A. Robles) arr J. Morel／10.Seis por Derecho (Antonio Lauro)／11.森に夢見る／12.Etude No. 7 (Heitor Villa Lobos)／13.ラ・クンパルシータ(G.H.M Rodriguez) arr. by X. Yang／14.アイ・ビリーヴ (Kim Hyung-suk) arranged by Chris Wong／15.サクラ (Traditional) arranged by Yuquijiro Yocoh／16.Spring Breeze (Deng Yu-xian/Li Lin-qiu) arr. by G. Garcia／17.アナク(F. Aguilar) arranged by K. Kwan/X. Yang
40 Degrees North（邦題＝「北緯40度〜スペインと中国のギター作品集」）
2008年 発売元＝EMI Classics
ロンドン近郊のハートフォードシャー州ウェストンのホーリートリニティ教会で、2008年1月にレコーディングされた。ヨーロッパのギター曲を中心にしながらも、中国の旋律を編曲した作品が含まれている。広東ラジオにおける2008年トップ１０ＣＤのひとつ、2008年ベストインストルメンタルCDに選ばれた。
収録曲
スペイン組曲Op.47より〜セビーリャ/スペインの歌Op.232より〜コルドバ/スペインの歌Op.232より〜カスティーリャ(セギディーリャ)/中国の庭 ジャスミンの花/中国の庭 山に咲き誇る赤い花々/中国の庭 青い蘭/ヴェネツィアの謝肉祭の変奏曲/バタフライ・ラヴァーズ(ヴァイオリン協奏曲)/詩的なワルツ集 イントロダクション/詩的なワルツ集 I「旋律的に」/詩的なワルツ集 II「貴族的なワルツのテンポで」/詩的なワルツ集 III「ゆっくりとしたワルツのテンポで」/詩的なワルツ集 IV「速く、ユーモラスに」/詩的なワルツ集 V「速く、優美に」/詩的なワルツ集 VI「ほとんど自由に、感傷的に」/詩的なワルツ集 VII「快活に」/詩的なワルツ集 VIII「プレストとワルツI」/イー・ダンス/雪の中のスモモの花/アラムハン